# Champlon (Frankrijk)
Champlon is een plaats en voormalige gemeente in het Franse departement Meuse in de regio Grand Est.

## Geschiedenis
Op 1 januari 1973 fuseerde Champlon met Saulx-en-Woëvre tot de gemeente Saulx-lès-Champlon.